# فرامرز پیلارام
فرامرز پیلارام (۲۱ فروردین ۱۳۱۵- شهریور ۱۳۶۲) نقاش و خوشنویس اهل ایران بود. وی از پیشگامان مکتب سقاخانه است.

## زندگی‌نامه
استعداد وی در نقاشی و تمایلش به ادامه آن باعث شد که پس از پایان دوران دبستان، به هنرستان هنرهای زیبای پسران راه یابد. همزمان با تحصیل، در اداره آمار عمومی مشغول به کار شد. وی در ۱۳۴۰ از هنرستان دیپلم گرفت و سپس در دانشکده هنرهای تزیینی دانشگاه هنر تهران به تحصیل پرداخت و در ۱۳۴۷ موفق به دریافت درجه فوق لیسانس در رشته معماری داخلی و نقاشی تزیینی شد. او در سال ۱۳۴۹، برای مطالعه بیشتر دربارهٔ نقاشی، لیتوگرافی و انواع چاپ به فرانسه سفر کرد.
پیلارام همواره در پی به تصویر کشیدن نمادهای اصیل ایرانی بود. در کارهای اولیه اش مُهرهایی را که در قدیم به جای امضاء از آن استفاده می‌کردند، بزرگ نمایی کرد و زمینه‌ای کتیبه گونه به وجود آورد و در آن نمادهای مذهبی، مانند عَلَم و پنجه، را با اشکال هندسی درآمیخت. او با علاقه و توجه به هنرهای سنّتی ایرانی، نظیر کاشیکاری و در مسیر یافتن راه‌های نو برای «ترکیب بندی» های جدید، و دریافت این مطلب که خط فارسی، بویژه نستعلیق، در تلفیق با نقاشی ویژگی ممتازی به تابلوها می‌بخشد، به آموختن خطاطی در انجمن خوشنویسان پرداخت و سپس مدتی در آنجا تدریس کرد. از آن پس، خط دستمایه اصلی آثار او شد. از این رو می‌توان او را از پیشگامان نقاشیخط در ایران دانست. پیلارام با کاربرد خط در نقاشی، به خطاطی نیز شکل نوینی بخشید و آن را از چارچوبهای سنّتی خارج ساخت. این زمان (۱۳۴۰–۱۳۴۱ شمسی) مصادف بود با سالهایی که هنرهای اصیل ایرانی در مقابل موج نوگرایی غربی در همه زمینه‌ها قرار گرفت. در سال ۱۳۴۱ پیلارام و تنی چند از هنرمندان دیگر مکتب سقاخانه را - که شیوه‌ای اصیل و بر پایه اعتقادات و نمادهای مذهبی و ایرانی بود - در نقاشی و مجسمه‌سازی بنیان نهادند. او در سومین و چهارمین دو سالانه تهران (۱۳۴۳ ش، ۱۳۴۵ ش) شرکت کرد و برنده مدال شد. پس از آن کارهای او و دیگر هنرمندان مکتب سقّاخانه به دوسالانه ونیز فرستاده شد و بسیار مورد توجه قرار گرفت. موزه هنرهای مدرن نیویورک هم یکی از آثار او و آثار چند تن دیگر از هنرمندان این مکتب را خریداری کرد.
پیلارام در نمایشگاه‌های متعدد دیگری نیز شرکت کرد. از جمله دو نمایشگاه مستقل در تالار فرهنگ (۱۳۴۲ ش)، نمایشگاه هنر معاصر ایران در موناکو (۱۳۴۳ ش) و نمایشگاه هنر معاصر ایران در آمریکا (۱۳۴۷ ش) و چندین مدال و جایزه گرفت.
پیلارام در سال ۱۳۵۳ با هنرمندانی چون مرتضی ممیز، مارکو گریگوریان و چند تن دیگر، «گروه آزاد» را تشکیل داد. این گروه چهار سال فعالیت داشت و چندین نمایشگاه از آثار نقاشان ایرانی در شهرهای مختلف دنیا برپا کرد.
پیلارام به تدریس نیز علاقه‌مند بود، از این رو از سال ۱۳۵۱ تا ۱۳۵۹ با سمت استادیار در دانشکده معماری دانشگاه علم و صنعت به تدریس طراحی پرداخت.

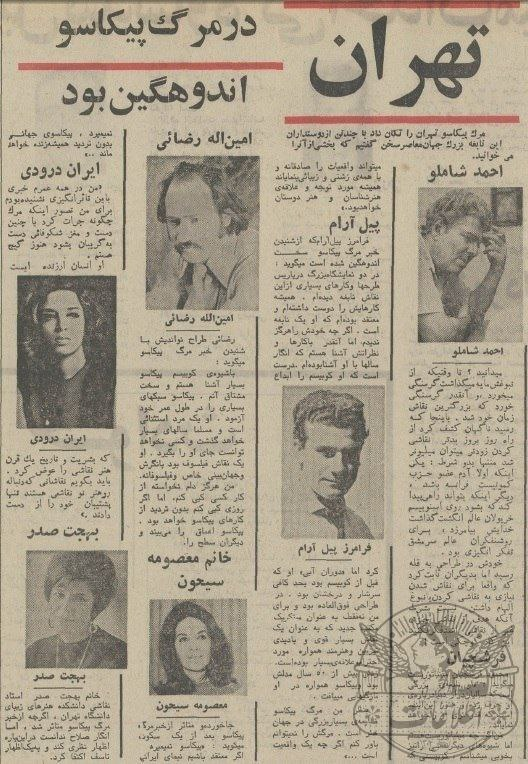
ویژه‌نامه روزنامه اطلاعات، دربارهٔ مرگ پابلو پیکاسو، با سخنانی از احمد شاملو، فرامرز پیلارام، امین‌الله رضایی، معصومه سیحون، ایران درودی، بهجت صدر

پپس از مرگ پابلو پیکاسو، روزنامه اطلاعات در ۲۰ فروردین ۱۳۵۲ از بزرگان نقاشی ایران شامل بهجت صدر، امین‌الله رضایی، محمود فرشچیان، معصومه سیحون، فرامرز پیلارام و ایران درودی دعوت کرد و گفته‌های آن‌ها را در ویژه‌نامه خود منتشر نمود.
آثار پیلارام تابلوهای رنگ و روغن با ساختاری محکم است که خط در آنها با تکیه بر هنرهای سنّتی حرکاتی آهنگین دارد. آهنگ خطوط در کارهای او با تکرار یک حرف به وجود می‌آید و بزرگ نمایی و هدایت اَشکال، حس حرکتِ بصری را به بیننده القا می‌کند. ادغام خطوط سیاه و ضخیم و سفید و نازک و ترکیب آنها با عنصر خط در آثار او نوعی وحدت به وجود می‌آورد. از دیگر ویژگیهای آثار پیلارام اندازه بزرگ تابلوهایش، غلبه شکل بر محتوا، تضادهای رنگی شدید و بهره‌گیری از رنگها به صورت حجیم و ضخیم است. از جمله آثار او می‌توان به تیغه‌ها (۱۳۴۱)، ترکیب بندی سبز (۱۳۴۶)، ریتم با کلمه علی (۱۳۵۰) و عاق والدین (۱۳۵۵) اشاره کرد. سایر فعالیتهای او ساخت مجسمه‌های بزرگ برنزی و پیکره‌های عظیم چوبی به صورت حجمهایی تشکیل یافته از خط بود، او معتقد بود که چون آثارش برگرفته از زندگی است، پس باید در خدمت مردم و در اختیار آنان باشد و تابلوها و آثار هنری باید از انحصار مجموعه‌ها و نمایشگاه‌ها خارج شود و حتی در سطح شهر در معرض دید مردم قرار گیرد تا همگان از آن بهره ببرند.
فرامرز پیلارام در شهریور ماه ۱۳۶۲ درگذشت.
در خرداد ۱۳۷۱ نمایشگاهی از آثار نقاشیخط او در نگارخانه نور برپا شد. تعدادی از آثار او در موزه سعدآباد، موزه هنرهای زیبا و موزه هنرهای معاصر تهران نگهداری می‌شود. همچنین نمونه‌هایی از آثار او در بخش «هنر اسلامی» موزه متروپولیتن نیویورک در معرض بازدید همگان است.